# 박광태
박광태(朴光泰, 1943년 6월 2일~)은 대한민국의 정치인이다. 제14·15·16대 국회의원과 제9·10대 광주광역시장을 지냈다.

## 학력
- 고금국민학교 졸업
- 완도중학교 졸업
- 1962년 문태고등학교 졸업
- 1969년 조선대학교 경제학 학사
- 1982년 고려대학교 경영대학원 MBA

### 비학위 수료
- 1994년 한양대학교 경영대학원 최고경영자과정 수료
- 1999년 고려대학교 컴퓨터과학기술대학원 최고위정보통신과정 수료
- 2004년 전남대학교 경영대학원 최고경영자과정 수료

### 명예 박사 학위
- 1998년 조선대학교 명예 경제학박사
- 2007년 대불대학교 명예 법학박사
- 2011년 전남대학교 명예 법학박사

## 경력
- 1992년~2002년 제14·15·16대 국회의원
- 2002년~2010년 제9·10대 광주광역시장
- 2015 광주하계유니버시아드대회 유치위원회 집행위원장
- 광주 상무프로축구단 구단주
- 민주화추진협의회 공동회장
- 국회 산업자원위원회 위원장
- 제12대 한국발명진흥회 회장
- 통합민주당 고문 겸 당무위원
- 민주당 상임고문
- 더불어민주당 특임고문 겸 당무위원
- 전국호남향우회중앙회 명예중앙회장
- 광주글로벌모터스 대표이사
- 2024.02 개혁신당 상임고문
- 2024.02~2024.09 새로운미래 고문
- 2024.03~2024.04 새로운미래 제22대 국회의원 선거 선거대책위원회 상임고문
- 2024.09~ 더불어민주당 광주광역시당 상임고문

## 수상
- 2008년 국제평화상
- 2008년 대한민국 글로벌 경영인 대상

## 역대 선거 결과
|  | 4.25% |

|  | 83.64% |

|  | 92.67% |

|  | 75.49% |

|  | 46.81% |

|  | 51.61% |

## 소속 정당
| 소속 정당 | 소속 정당      | 소속 기간 | 비고           |
| --------- | -------------- | --------- | -------------- |
|           | 신민당         | 1968~1969 | 정계 입문      |
|           | 무소속         | 1969      | 자진 정당 해산 |
|           | 신민당         | 1969~1973 | 정당 재등록    |
|           | 무소속         | 1973      | 탈당           |
|           | 민주통일당     | 1973~1980 | 입당           |
|           | 무소속         | 1980~1987 | 정당 해산      |
|           | 통일민주당     | 1987      | 창당           |
|           | 무소속         | 1987      | 탈당           |
|           | 평화민주당     | 1987~1991 | 창당           |
|           | 신민주연합당   | 1991      | 당명 변경      |
|           | 민주당         | 1991~1995 | 합당           |
|           | 무소속         | 1995      | 탈당           |
|           | 새정치국민회의 | 1995~2000 | 창당           |
|           | 새천년민주당   | 2000~2005 | 합당           |
|           | 민주당         | 2005~2007 | 당명 변경      |
|           | 중도통합민주당 | 2007      | 합당           |
|           | 민주당         | 2007~2008 | 당명 변경      |
|           | 통합민주당     | 2008      | 합당           |
|           | 민주당         | 2008~2011 | 당명 변경      |
|           | 민주통합당     | 2011~2013 | 합당           |
|           | 민주당         | 2013~2014 | 당명 변경      |
|           | 새정치민주연합 | 2014~2015 | 합당           |
|           | 더불어민주당   | 2015~2024 | 당명 변경      |
|           | 무소속         | 2024      | 탈당           |
|           | 새로운미래     | 2024      | 창당준비위원회 |
|           | 개혁신당       | 2024      | 합당           |
|           | 무소속         | 2024      | 탈당           |
|           | 새로운미래     | 2024      | 창당           |
|           | 무소속         | 2024      | 탈당           |
|           | 더불어민주당   | 2024~현재 | 복당           |

## 같이 보기
- 북구 갑 (광주)
- 광주 북구의 국회의원
- 광주광역시장